# Pieve di San Floriano (Illegio)
La Pieve di San Floriano si trova sulla cima di un'altura sopra l'abitato di Illegio e ne è la chiesa matrice, da cui dipende direttamente la chiesa filiale, ora parrocchiale, della Conversione di San Paolo in Illegio. Ne dipendevano ecclesiasticamente anche la chiesa di San Bartolomeo di Imponzo, come pure le chiese della Valle d'Incarojo (Lovea, Salino, Trelli, Dierico, Paularo).

## Storia e arte
Viene citata per la prima volta in un documento del 1214, ma i sondaggi archeologici fanno risalire la sua fondazione all’VIII-IX secolo. In quel periodo esisteva già, su un’altura del vicino Monte Gjaideit, una cappella dedicata a San Vito, probabilmente un oratorio privato che secondo le memorie locali era legato ai “castellani” di Illegio, cioè ai ministeriales del Patriarca aquileiese che avevano sede in loco come feudatari. L’origine di questa pieve e del suo piviere sembra però portare a tempi più remoti. Nel IV secolo esisteva infatti a Illegio un sacello paleocristiano dedicato a San Paolo, in una località indicata ancora oggi dalla popolazione con il nome dell’apostolo: qui recenti scavi hanno restituito tracce di una piccola aula cultuale paleocristiana con tanto di strutture battesimali. Era quello l’ambiente sacro in cui si riuniva la primitiva comunità cristiana locale e che in un secondo tempo, nell’VIII secolo, venne ricostruito sull’altura ove ora si trova.
Era matrice di un piviere che, oltre agli abitati di Illegio e Imponzo, comprendeva anche il Canale di Incaroio e i suoi villaggi. L’edificio conserva dall’esterno un aspetto architettonico dalle forme tardo-gotiche nella parte dell’abisde (secolo XV), caratterizzata da vistosi contrafforti. La chiesa subì in seguito diversi rimaneggiamenti, tra cui l’aggiunta di una cappella dedicata a San Floriano (secolo XVI), il rifacimento del soffitto della navata e l’apertura dei portali Nord e Ovest secolo XVIII). Anche le tracce dei diversi dipinti murali rimasti sulle pareti documentano il succedersi degli interventi nel corso dei secoli. Sulla facciata sotto il portico di ingresso, rimangono i resti, molto impoveriti, di un affresco della fine del Cinquecento con un possente San Cristoforo.
Anche all’interno della pieve, che è un ambiente a navata unica suggestivo e raccolto, sono presenti frammenti di affreschi dei secoli XIII-XV. Sul lato a destra dell’ingresso secondario si leggono i musi di due animali (riferiti ad una Natività o ad un episodio delle storie di San Floriano). Sulla parete sinistra del pronao, il blasone dei castellani e, sulla parete est, due volti di commensali da un Banchetto di Erode (secolo XIV, affresco strappato dalla parete dietro l’altare di sinistra). Dei secoli XVII-XVIII sono anche i modesti affreschi della sagrestia, sulla cui parete di fondo si riconoscono i Santi Floriano (con il secchio d’acqua) e Osvaldo (con il corvo e l’anello). È invece interamente affrescata dal pittore Giulio Urbanis, di San Daniele del Friuli, la cappella laterale. I dipinti, databili al 1604, raffigurano l’Annunciazione (arco), le Storie della vita e del martirio di San Floriano (pareti), i Profeti (volta a crociera), i santi Vito (con spada), Papa Gregorio Magno (con la tiara), Lucia (con gli occhi su piatto), Apollonia (con le tenaglie), Caterina d’Alessandria (con la ruota), Barbara (co la torre) e sono in uno stato di conservazione che consente di apprezzarne ancora colori e iconografia. Nella volta a crociera, al centro, il Redentore è circondato da una folla di angeli e cherubini. 
Negli altri spicchi sono raffigurati la Sibilla Europa, i profeti Baruc e Amos, l’Evangelista Luca e San Girolamo; la Sibilla Persica, il Profeta Giona, l’Evangelista Matteo e Sant’Agostino; la Sibilla Samia, il Profeta Abacuc, l’Evangelista Giovanni; la Sibilla Agrippa, il Profeta Osea, il Profeta Ezechiele, l’Evangelista Marco e Santappat’Ambrogio. I dipinti dedicati alle storie di San Floriano di Lorch, tratti dalla Passio Floriani (dell’VIII secolo), sono il ciclo più completo dedicato alla vita di questo santo. 
Gli episodi raffigurano, da sinistra, Floriano condotto davanti ad Aquilino e gettato dal ponte nel fiume Enns con una pietra al collo; il ritrovamento del suo corpo vegliato da un’aquila; il miracolo della sorgente con Valeria inginocchiata, il carro con il corpo di Floriano e i buoi che si abbeverano; il seppellimento del santo da parte di Valeria. Ugualmente dedicati a San Floriano, ma più rovinati, gli affreschi sei-settecenteschi presenti sulla parete della tribuna, emersi dopo recenti restauri. Raffigurano rispettivamente, nei riquadri superiori e da sinistra verso destra, il processo di San Floriano, il martirio, il ritrovamento del corpo; in basso, al centro, la sepoltura e, ai lati, altre due scene legate alla santificazione del martire.
La pieve è di fatto uno scrigno di opere d’arte di diverse epoche, tecniche e fattura. Sotto la tribuna si trova un elegante battistero in pietra scolpita (XV-XVI secolo). Nella zona dell’abside sono presenti tre altari. A sinistra quello in pietra scolpita e dipinta - conserva buona parte della coloritura originale -, databile 1511, opera del lombardo di origini friulane Carlo da Carona, dedicato a San Giovanni Battista: vi sono scolpite le figure di San Rocco e del Battista, una Pietà e una Madonna con Bambino e offerente. È inserito in una mostra d’altare in legno intagliato e dorato del Seicento (settecentesco invece l’altare di destra, del cadorino Eugenio Manzani, che ha però al centro una Madonna databile al secolo precedente).
La fastosa pala d’altare a polittico con 14 statue in legno scolpito, dipinto e dorato di Domenico Mioni da Tolmezzo, è stata purtroppo defraudata da un grande furto avvenuto nel 1969: oggi sono conservate 5 delle 14 sculture originali, le altre sono sostituite da copie. L’opera (del 1492) articolata su due livelli, presenta in quello superiore, al centro, la Madonna con il Bambino e, ai lati, sei Santi; nel registro inferiore San Floriano, anch’esso accostato da altrettante figure di Santi. Il paliotto e la mostra d’altare, di bottega gemonese, sono opera seicentesca, in legno intagliato e dorato (mancano dalle nicchie le statuine dell’Annunciazione, rubate anch’esse nel 1969). Alla pieve appartengono anche un prezioso crocifisso della fine del sec. XII, realizzato da orefici di Limoges, e diversi paramenti sacri di pregio, in particolare una pianeta in velluto rosso con stolone figurato che risale alla fine del XV secolo.
Il paese di Illegio è diventato negli ultimi anni, grazie al Comitato di San Floriano, sede di importanti mostre d’arte di rilevanza internazionale, che nel piccolo paese di circa 340 abitanti raccolgono annualmente una cinquantina di opere d’arte dai maggiori musei del mondo e attirano ogni anno fino a 50.000 visitatori.